# Révolte de Fouesnant
Chouannerie
Batailles
- 1er Vannes
- Fouesnant
- Scrignac
- Lannion
- Pontrieux
- Bourgneuf-la-Forêt
- Plumelec
- Savenay
- Loiré
- Ancenis
- 2e Vannes
- Pluméliau
- Pontivy
- 1er La Roche-Bernard
- 1er Rochefort-en-Terre
- Pacé
- Guérande
- Fleurigné
- Fougères
- Vitré
- Mané-Corohan
- Plabennec
- Saint-Pol-de-Léon
- Kerguidu
- Lamballe
- Saint-Perreux
- 2e Rochefort-en-Terre
- 2e La Roche-Bernard

Le combat de Fouesnant se déroule le 10 juillet 1792 à la suite d'une révolte paysanne menée par Alain Nédellec  contre le gouvernement révolutionnaire de l'Assemblée législative. Il s'agit d'un des affrontements précurseurs de la Chouannerie.

## Prélude

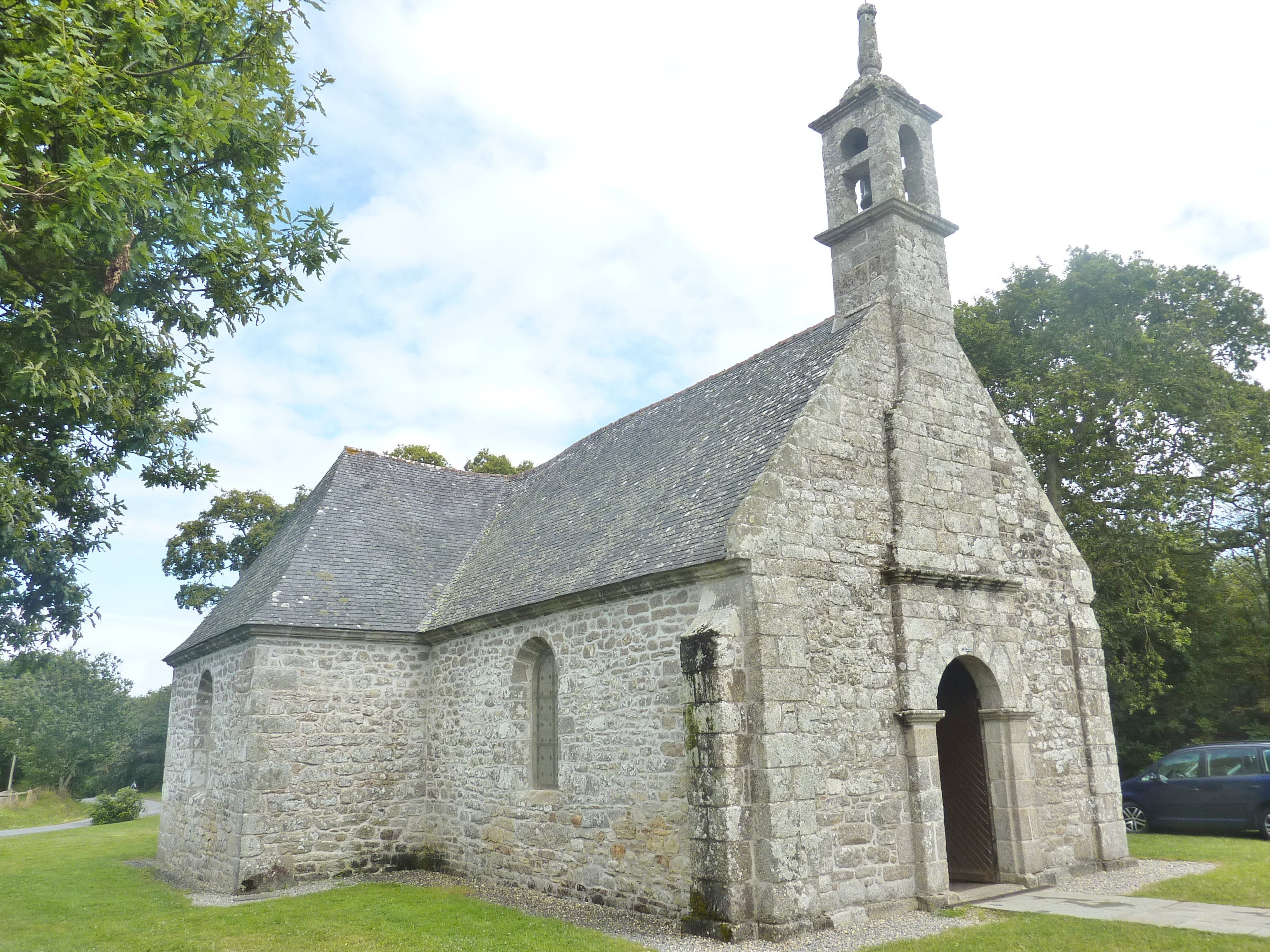
La chapelle Notre-Dame-des-Neiges de Kerbader

En 1790, Alain Nédellec, laboureur au Cosquer à Fouesnant est élu juge de paix dans son canton. Cependant il refuse de siéger pour n'avoir pas reçu une nomination signée de la main du roi, comme en avaient reçues les juges des districts. Il proclamait par là que toute autorité légitime émanait du roi et entendait ainsi s'opposer aux patriotes de l'administration de Quimper. Par la suite Nédellec accuse les autorités de vouloir empêcher sa nomination officielle mais il ne démissionne pas. Le tribunal de Quimper le condamne à une amende mais Nédellec refuse de la payer. En juin 1791 l'huissier tente d'opérer une saisie sur ses biens, mais il en est empêché par des dizaines de paysans, il revient un mois plus tard avec quatre gendarmes mais est encore repoussé par des paysans au nombre de plusieurs centaines cette fois. L'ordre est alors donné à 250 soldats d'aller arrêter Nédellec, mais celui-ci prend la fuite, seuls son beau-père et quelques paysans sont arrêtés avant d'être finalement libérés à la suite de l'amnistie de septembre 1791. Un autre juge de paix est élu mais l'élection est perturbée à deux reprises. Nédellec achète alors de la poudre et des armes et fait équiper ses partisans.
Le 8 juillet 1792, « le directoire [de Quimper] fut prévenu, environ sur les trois heures de l'après-midi, que le nommé Alain Nédellec, cultivateur et juge de paix de Fouesnant (...) avait fait publier, à l'issue de la messe paroissiale, à tous ceux qui voudraient prendre le parti du roi et commencer la révolte, de quelque qualité et âge qu'ils fussent, de se rendre en armes ou sans armes près de la chapelle de Kerbader en la même paroisse et qu'il serait donné des armes et des munitions à ceux qui n'en avaient pas », que des affiches ont été placardées et que 400 à 500 hommes armés, dont le nombre augmentait constamment, se rassemblaient à Fouesnant près de la chapelle de Kerbader.

## Le combat

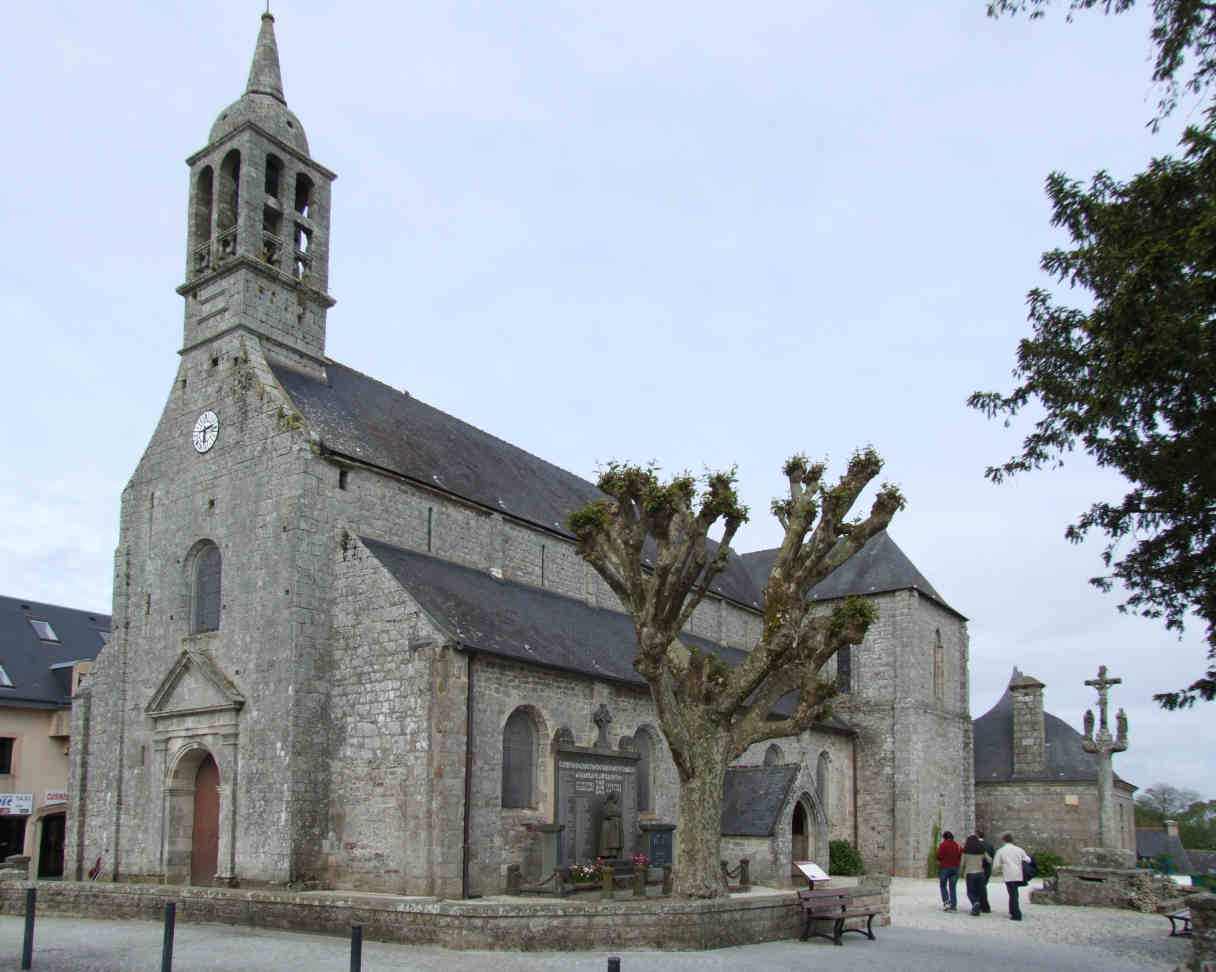
L'église Saint-Pierre, dans le bourg de Fouesnant.

Les autorités de Quimper veulent en finir, le 10 juillet 1792, 150 gardes nationaux et 16 gendarmes accompagnés d'une pièce de canon quittent Quimper à quatre heures du matin et se mettent en marche pour Fouesnant. Ils trouvent sur la place 1 000 à 1 100 paysans armés de Fouesnant, La Forêt-Fouesnant, Clohars-Fouesnant, Pleuven et Saint-Yvi. 
D'après le rapport de l’administration départementale les paysans tendent une embuscade aux patriotes alors que ces derniers parcourent un chemin creux, puis se replient après avoir lâché une décharge, poursuivis par les gardes nationaux qui en capturent plusieurs. Mais ce récit est contraire à la version de Jean-Marie Jézéquel commandant du détachement. Selon ses mémoires il n'y a aucune embuscade dans le chemin creux et une fois arrivés dans le bourg, les patriotes parviennent à convaincre les insurgés de mettre bas les armes. Mais alors que l'affaire semble se régler pacifiquement, Nédellec tue un garde national d'un coup de fusil pour avoir entendu ce dernier tenir des propos désobligeants à son encontre. Les patriotes ouvrent alors le feu et s'emparent du bourg au terme d'un court combat. 
Les gardes nationaux passent ensuite la nuit dans l'église avec leurs morts et leurs blessés, avant de regagner Quimper le lendemain avec leurs prisonniers.

## Pertes et conséquences
Selon Roger Dupuy, les Républicains perdent 1 homme tué et 4 blessés, d'après Charles-Louis Chassin ils ont 1 mort et 3 blessés dont un grave, selon François Cadic, leurs pertes sont de 2 tués et 3 blessés, ce qui peut laisser penser qu'un des hommes dut mourir de ses blessures. Pour Duchatellier, un garde national nommé Lozac'h est tué, quatre autres sont blessés, dont un, nommé Bodolec, succombe le lendemain. Jean-Marie Jézéquel estima à 80 le nombre de paysans tués ou blessés, le rapport de l'administration mentionne la mort d'au moins un paysan et plusieurs autres blessés, selon François Cadic et Duchatellier les insurgés perdirent 6 hommes tués et beaucoup de blessés. Le nombre de paysans capturés est de 43 selon le rapport cité par Chassin,.
Alain Nédellec parvient à s'enfuir mais est arrêté cinq mois plus tard. Il s'évade, est repris, puis est condamné à mort et exécuté en mars 1793, il fut la première personne à être guillotinée à Quimper. Les autres prisonniers sont acquittés pour « n'avoir point agi librement et dans le dessein du crime ». Ce verdict reflétait l'état d'esprit des patriotes qui croyaient les paysans manipulés par les prêtres réfractaires et des émigrés. Cependant pour l'historien Roger Dupuy, Nédellec semble plutôt avoir été le champion des revendications paysannes.

## Le jugement des révoltés
Les gardes nationaux rentrèrent triomphalement à Quimper, avec deux cadavres et leurs prisonniers (« deux charrettes de paysans pris ou blessés suivaient la troupe »). Alain Nédellec fut pris cinq mois plus tard, condamné à mort par le tribunal criminel du Finistère  le 16 mars 1793 et guillotiné à Quimper le 20 mars 1793. Il fut le premier à être guillotiné dans cette ville. Dix autres Fouesnantais dont Tanguy Caradec (son beau-père de par son union en 1781 avec Catherine Caradec), Jacques Quiniou, Thomas Bolloré, Corentin Le Faou, Pierre Josse, Allain Le Grannec, Allain Calvez, René Bouard, Paul Creven et Pierre Nédellec, accusés d'actes de sédition, furent acquittés.

## Documents

### Témoignage de Jean-Marie Jézéquel
« Au mois de juillet 1791 ou 1792, il y eut une insurrection de paysans dans le canton de Fouesnant, suscitée disait-on par le juge de paix du canton. Elle devenait sérieuse. On annonçait que sept à huit mille paysans étaient rassemblés dans une plaine et se décidaient à marcher sur Quimper. On prit toutes les dispositions pour parer à pareille menace. Mais Quimper est une ville foraine : on peut y entrer par tous les côtés. Des émissaires furent envoyés dans les campagnes pour s'assurer du lieu de rassemblement. Le 13 juillet (?), sur les derniers avis reçus, on battit la générale tard dans la soirée. La Garde nationale prit les armes, bivouaqua ; la troupe fut consignée en permanence ainsi que la Municipalité. Enfin, vers minuit, un de nos émissaires vient nous informer que les insurgés se concentraient sur Fouesnant avec l'intention de nous attaquer à l'improviste au point du jour.
Ne voulant pas les attendre, de Département fit partir dès deux heures du matin un détachement de cent cinquante hommes de la Garde Nationale, autour de la Ligue (?) avec une pièce de campagne et les canonniers nécessaire à son service.
La route était incertaine : nous avions un guide mais il nous mena par un chemin de traverse que les insurgés n'avaient point jugé à suivre. Nous entrions dans les villages pour contrôler notre route : partout nous rencontrions, malgré l'heure, des femmes... et de jolies, et pas un homme, ce qui nous parut de mauvais augure.
Enfin nous approchions. A deux portées de canon du bourg, je montais sur un fossé pour attraper une branche de guignes noires qui sont communes dans le pays et de cette position élevée je cessais de percevoir le bruit de notre troupe en marche, celui de la pièce de canon, du caisson et du fourgon aux bagages. Par contre, j'entendis fort distinctement la cloche du bourg qui sonnait le tocsin. Je descendis précipitamment et avertis la colonne que nous étions tout près du but. Le détachement fit halte. Monsieur Abgrall, procureur-syndic du district, commissaire chargé de proclamer la loi martiale, fit déployer son drapeau rouge et, accompagné de quatre gendarmes, marcha en tête de la colonne qui ne pouvait avancer qu'à la file indienne, le chemin étant trop étroit. Nous nous trouvions dans un bas-fond. Le bourg nous dominait et si les paysans avaient fait une décharge sur nous, nous étions perdus : la déroute eût été complète.
Je fis avancer ma pièce, car bien qu'il y eût un lieutenant à la compagnie, comme il n'y entendait rien, il me chargea du commandement. Les paysans étaient rassemblés en haut du chemin, tous armés de fusils de chasse qu'ils tenaient serrés contre leurs genoux, mais sans attitude menaçante. Ils se contentaient de nous dire "Ne avancet ker". Le commissaire Abgrall et ses gendarmes prirent peur et battirent en retraite. Notre pièce d'artillerie avançait très lentement, car la côte était rude et le chemin si étroit qu'il fallait se servir de la pelle et de la pioche pour lui frayer une voie. Les canonniers ne pouvant servir utilement la pièce, franchirent le talus, suivis de grenadiers l'arme chargée à la main. Nous avions l'ordre de désarmer les paysans : nous nous mêlâmes à eux en toute confiance. Plus de cinquante avaient déjà mis bas leurs armes lorsqu'un de nos gardes nationaux eut l'imprudence de reprocher aux paysans d'avoir cédé à l'influence d'un juge de paix qui refusait d'obéir aux lois. Le dit juge de paix qui se trouvait à proximité entendit le propos, ajusta notre pauvre camarade et lui tira trois balles dans la tête : il tomba raide mort. Ce fut le signal du carnage et de la destruction. Nous grimpâmes sur un talus en face d'une chapelle, ajustâmes un groupe important et fîmes feu. Il en tomba beaucoup. Ceux qui n'étaient que blessés se sauvèrent, mais ceux qui n'avaient pas de mal se sauvèrent encore bien plus vite. Une minute plus tard le bourg était à nous. On parvint à monter le canon sur le placître et des patrouilles furent organisées dans les environs. Puis des gardes grimpèrent dans la tour où le tocsin continuait à sonner. Le sonneur paya son zèle de sa vie. Le drapeau noir fut arboré à la tour et ordre fut donné de faire feu sur tous les paysans qui paraîtraient. Puis on s'occupa à relever les morts et les blessés graves dont le nombre s'élevait à quatre-vingts. On en trouva dans les champs environnants ; c'étaient des malheureux qui n'avaient été que blessés, qui s'étaient réfugiés dans les blés et qui y étaient restés jusqu'au bout de leur sang.
C'était un spectacle bien hideux pour nous qui n'avions pas encore vu de pareille horreur.
Pendant les trois jours que nous sommes restés dans ce pays conquis, nous nous y sommes bien amusés. La paroisse de Fouesnant est réputée pour la beauté du sexe ; les femmes y sont belles, grandes, bien faites et point tigresses. Les hommes avaient fui... Je vous laisse à penser quelles orgies il s'y est fait pendant notre séjour. Nous avons traité le pays en vrai pays conquis. Les bœufs, les veaux, la volaille, le beurre, les fruits et les femmes étaient en réquisition et nous en avons usé bien largement.
Il nous était venu du renfort de Quimperlé et de Brest. Mais nous étant assurés que le noyau du rassemblement de Sainte-Anne de Pludalast (?) dont celui de Fouesnant n'était que l'avant-garde - rassemblement qu'on évaluait à huit ou dix mille hommes - s'était dispersé, nous reçûmes l'ordre de nous retirer. Nous substituâmes le drapeau tricolore au drapeau noir et nous nous retirâmes.
Le juge de paix, instigateur et cause de tous ces malheurs ne put être arrêté. Il devait l'être par la suite et je l'ai vu guillotiner à Quimper. »

— Mémoires de Jean-Marie Jézéquel, sergent-major de la garde nationale de Quimper et commandant du détachement.

### Rapport du département du Finistère à l'Assemblée nationale
« Dimanche 8 de ce mois, le directoire fut prévenu, vers les trois heures après-midi, que le nommé Allain Nédellec, cultivateur et juge de paix de Fouesnant, dans ce ressort avait fait publier, à l'issue de la messe paroissiale, à tous ceux qui voudraient prendre le parti du roi, et commencer la révolte, de quelque qualité et âge qu'ils fussent, de se rendre avec armes ou sans armes près la chapelle de Kerbader, en la même paroisse; qu'il serait procuré des armes et des munitions a ceux qui n'en avaient pas.
Le même jour, environ les six heures de l'après-midi, on fut instruit que le même Nédellec avait envoyé un émissaire dans une succursale de la même paroisse, pour faire la même publication, à l'issue de la messe, et qu'un rassemblement d'hommes armés commençait à s'effectuer près la chapelle indiquée.
Le lundi 9, environ les 10 heures du matin, on vint avertir le directoire qu'il y avait été d'assemblé 4 à 500 hommes; que la troupe grossissait, et que, dans la nuit du 8 au 9, Allain Nédellec avait envoyé des détachements dans les demeures des maires des différentes municipalités du canton, pour les forcer à se rendre prés de lui en armes ; que quelques-uns s'échappèrent ; que d'autres furent conduite forcément prés du juge de paix.
A dix heures, deux maires qui s'étaient échappés vinrent nous confirmer la nouvelle de la réunion, et nous annoncèrent que des détachement; couraient les campagnes et menaçaient d'incendier ceux qui ne viendraient pas au lieu indiqué, et que le tocsin avait été sonné dans les différentes paroisses; que de toutes parts on se rendait près le ce juge de paix. Ces maires finirent par nous prier de venir à leur secours ou que le pays serait désolé.
Sur le champ le directoire arrêta d'envoyer sur les lieux une force armée de 150 hommes de garde nationale, 16 gendarmes, un officier et un commissaire, qui déploierait le drapeau rouge dès son entrée dans le canton; de requérir de M. Canclaux, commandant les troupes dans le département, 200 hommes du régiment d'Orléans, en garnison à Quimperlé, pour se réunir à la garde nationale, avec 150 hommes de plus, pour tenir garnison à Quimper, jusqu'au rétablissement du calme dans l'arrondissement.
Le mardi 10, le détachement de garde nationale et de gendarmerie est parti de Quimper à quatre heures du matin, pour se rendre au bourg de Fouesnant, distant de trois lieues. A un quart de lieue du bourg, les rebelles, postés derrière des fossés, ont profilé de l'embarras de notre troupe, qui défilait dans un chemin creux, pour la fusiller.
Un exprès, qui nous a été dépêché , nous apprend que nous avons eu un homme de tué, trois de blessés, dont un dangereusement; que les paysans ont eu aussi un homme de tué, plusieurs de blessés, dont ils ne peuvent nous dire le nombre.
Que d'après celle décharge, les paysans ont pris la fuite et ont été poursuivis par notre détachement, qui s'est saisi de 43 hommes, dont il est nanti.
On nous marque de plus que les paysans se sont ralliés à une demi-lieue de distance, près de Bénardet.
M. Canclaux a fait preuve du plus grand zèle et fait partir sur le champ de Quimperlé 200 hommes du 44e ci-devant régiment d'Orléans, qui doivent ce soir se réunir à notre détachement, de sorte, qu'avec ce renfort nous serons en force suffisante pour faire rentrer dans le devoir les révoltés et dissiper ce rassemblement.
Jeudi, nous comptent sur l'arrivée des 150 hommes d'Orléans, que nous avons demandés, et pensons, par le prochain courrier, avoir l'honneur de vous rendre compte des suites de cette malheureuse affaire. »

— Rapport du procureur général syndic du département du Finistère, le 10 juillet 1792 à Quimper